# Tomáš Indruch
Tomáš Indruch, född den 10 maj 1976 i Hradec Králové, Tjeckien, är en tjeckisk kanotist.
Han tog VM-silver i C-1 lag i slalom 2006 i Prag.